# Inocybe hirtella
Inocybe hirtella (Giacomo Bresadola, 1884) din încrengătura Basidiomycota, în familia Inocybaceae și de genul Inocybe este o specie comună de ciuperci ciuperci otrăvitoare, provocând probabil și intoxicații letale. Acest burete coabitează, fiind un simbiont micoriza (formează micorize pe rădăcinile arborilor). Un nume popular nu este cunoscut. În România, Basarabia și Bucovina de Nord trăiește în grupuri pe sol calcaros și umed în păduri de foioase, mixte, prin parcuri, la margini de drum și de pâraie preferat sub arini, frasini sau stejari, mai rar pe lângă molizi. Timpul apariției este destul de târziu din septembrie până în noiembrie (decembrie).

## Taxonomie

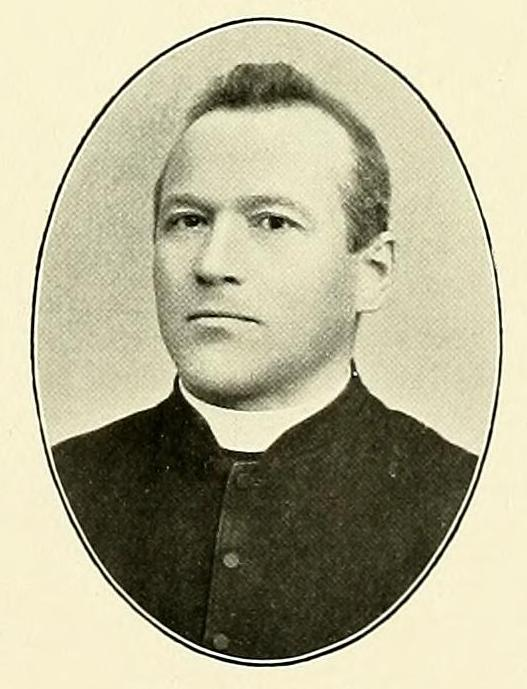
Giacomo Bresadola

Numele binomial a fost determinat de cunoscutul micolog italian Giacomo Bresadola drept Inocybe hirtella în volumul 1 al operei sale Fungi Tridentini din 1884, fiind și numele curent valabil (2021).
Taxonii Inocybe amygdalispora și  Inocybe pseudoconfusa ai micologului francez Georges Métrod (1883-1961) din 1956 precum formele Inocybe langei f. bispora a lui Jakob Emanuel Lange din 1938 și Inocybe hirtella f. bispora a lui Robert Kühner din 1955, mai departe variațiile Inocybe hirtella var. paupera a micologului danez Frits Hansen Møller, (1887-1962) din 1945 sau Inocybe hirtella var. bispora  a micologului neerlandez Thomas W. Kuyper (n. 1954) din 1986 sunt acceptat sinonim.
Epitetul specific este derivat din cuvântul latin (latină hirtus-hirtellus= numai slab bărbos, păros, țepos), adică o referire la aspectul pălăriei ciupercii.

## Descriere

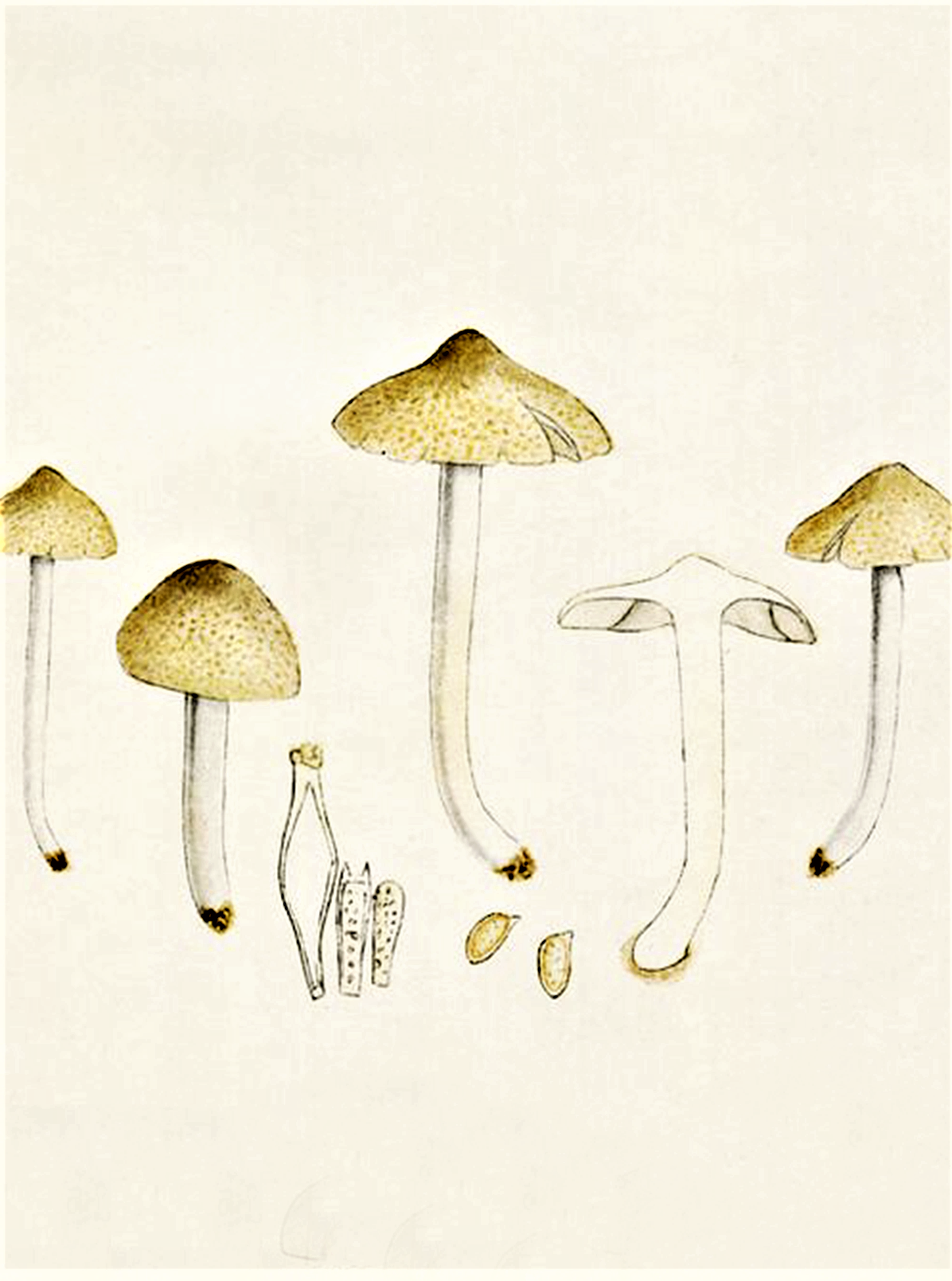
Bres.: Inocybe hirtella

- Pălăria: destul de subțire, dar robustă și fibroasă are un diametru de 2,5-5 cm, este inițial emisferică cu marginea răsfrântă spre interior, repede arcuită, la bătrânețe plat-convexă, atunci cu un gurgui proeminent turtit și marginea răsucită în sus cu crăpături. Cuticula mată, fibroasă până la slab solzoasă, ulterior ceva răzuită, este spre centru ceva pâsloasă. Coloritul variază, el poate fi gri-bej, ocru-gălbui, bej-ocru până ocru-brun, discul central fiind mereu mai întunecat.
- Lamelele: sunt subțiri, destul de îndesate, neregulat intercalate, rar bifurcate, în vârstă bombate și aderate dințat la picior. Coloritul mai întâi gri-albicios până deschis palid bej devine mai târziu gri-măsliniu până ocru-brun, muchiile cu gene fine albicioase.
- Piciorul: de 3-7 (9) cm înălțime și 0,3-0,5 (0,7) cm grosime cu un context cărnos-fibros este neted, brumat pe deplin, cilindric, spre jos uneori puțin îndoit, slab îngroșat la bază (dar fără bulb) și plin pe dinăuntru. Coloritul tinde între albicios, galben de paie până ocru-gălbui, spre vârf cu nuanțe rozalii, baza prezentând ocazional tuberculi mici subterani. Nu poartă un inel.
- Carnea: albicioasă sau galben deschisă până crem-gălbuie este subțire, fermă și fibroasă. Are un miros de  migdale amare, marțipan sau de laur cireș, gustul fiind blând, uneori ceva amar.[3][4]
- Caracteristici microscopice: are spori de (8) 10-12 x 5-6 microni palid ocru-gălbui, netezi, în interior granulați, în formă de migdale cu o papilă apicală mai mult sau mai puțin pronunțată și fără por de germen. Pulberea lor este ocru-brună. Basidiile clavate cu 4, la o variație doar cu 2 sterigme, măsoară 25-30 x 8-9 microni. Cistidele (elemente sterile situate în stratul himenal sau printre celulele din pielița pălăriei și a piciorului, probabil cu rol de excreție) de 40-45 x 12-14 microni, fără reacție chimică cu hidroxid de potasiu, sunt ventricos fusiforme, cu pereți destul de groși (1,5-2,5 µm), vârfurile în formă de ciucuri cu incrustații apicale ocru deschis. Cheilocistidele (elemente sterile situate pe muchia lamelor) cu o dimensiune de 35-50 x 12-19 microni și pereți de aproximativ 1,5 µm grosime, în cea mai mare parte cu smocuri cristaline la capăt, sunt utriforme, stratificate, rar în formă de măciucă. Pleurocistidele (elemente sterile situate în himenul de pe fețele lamelor) sunt asemănătoare ca formă și mărime cu cheilocistidele. Caulocistidele (cistide situate la suprafața piciorului), prezente până la baza tulpinii, constau în cea mai mare parte din cistide lat clavate cu pereți subțiri și metuloizi precum cu pereți groși, fiind mai alungite decât cistidele himeniale, altfel de dimensiuni similare.[14][15]
- Reacții chimice: nu sunt cunoscute.[16]

## Confuzii
Inocybe hirtella poate fi confundată cu specii ale aceluiași gen, otrăvitoare până letale, ca de exemplu cu: Inocybe acuta (otrăvitoare, posibil letală), Inocybe aeruginascens, Inocybe assimilata sin. Inocybe umbrina (foarte otrăvitoare, posibil letală), Inocybe asterospora (foarte otrăvitoare, posibil letală), Inocybe cookei, Inocybe cincinnata sin. Inocybe obscura (letală),  Inocybe dulcamara (otrăvitoare), Inocybe lacera (posibil, letală, apare deja din mai în păduri mixte, pe arsuri, preferând un sol nisipos și nu calcaros, miros spermatic, ceva putred, gust blând),Inocybe lanuginosa (otrăvitoare, posibil letală), Inocybe nitidiuscula sin. Inocybe friesii (foarte otrăvitoare), Inocybe sindonia (posibil letală) sau Inocybe squamata.

## Specii asemănătoare în imagini

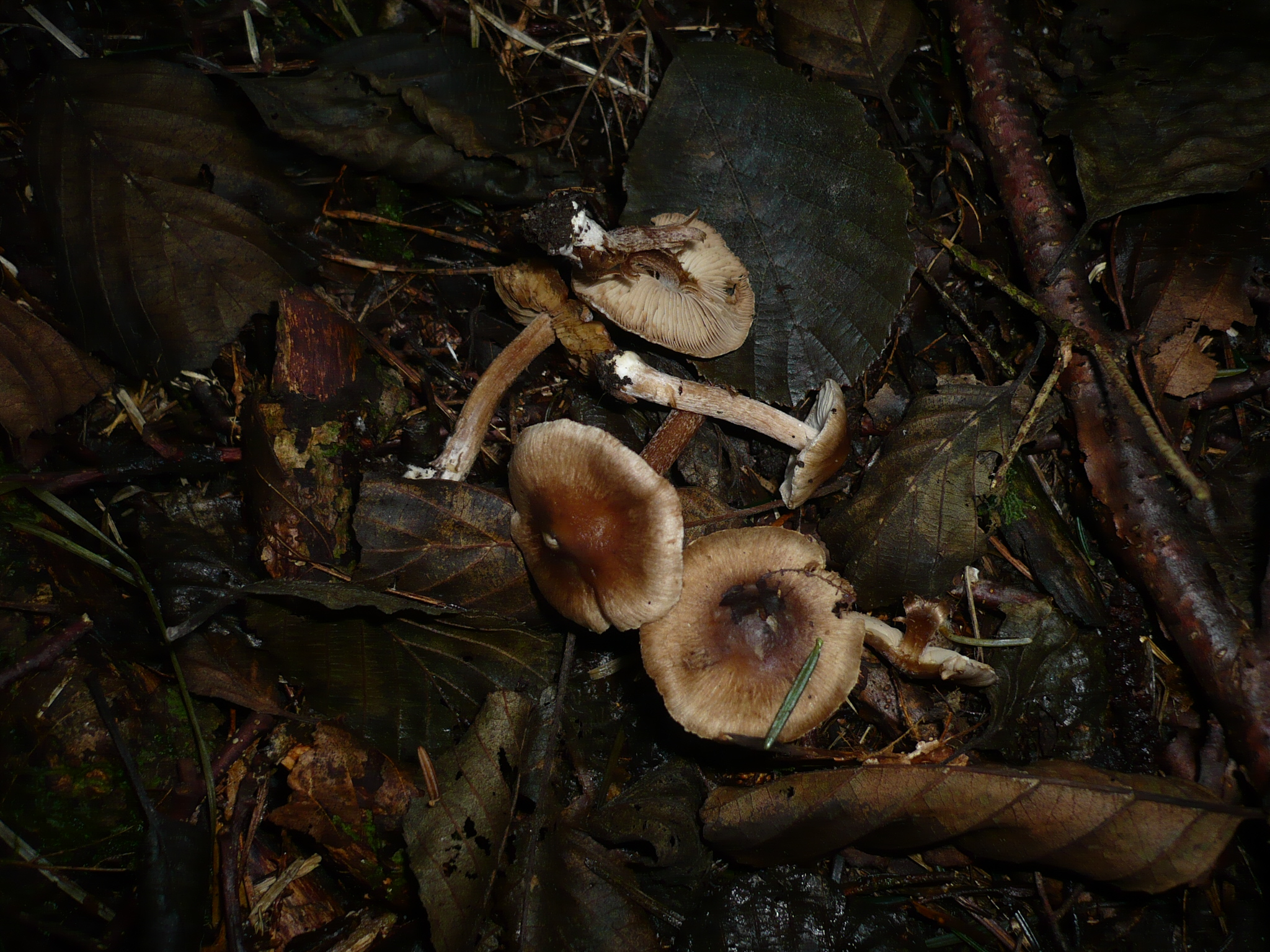
!!!Inocybe acuta!!!
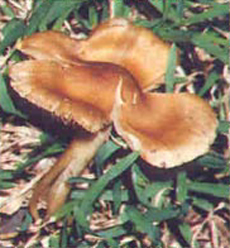
!!!Inocybe aeruginascens!!!
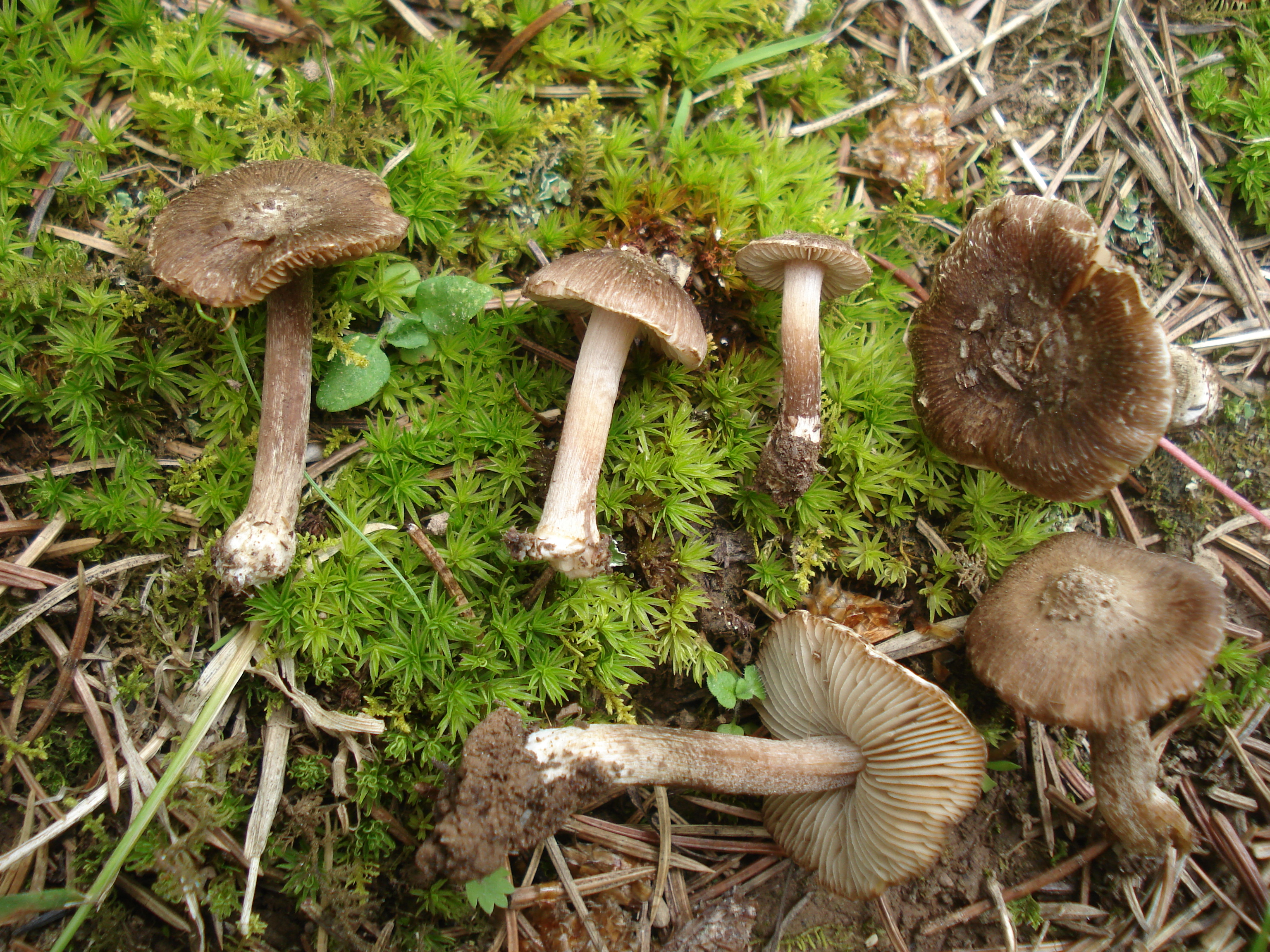
!!!Inocybe assimilata sin. Inocybe umbrina!!!
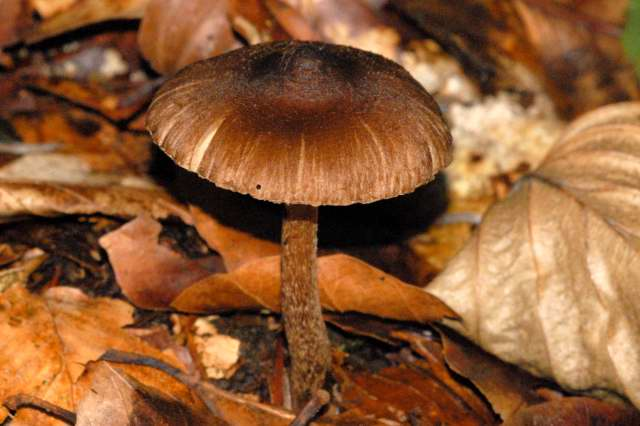
!!!Inocybe asterospora!!!
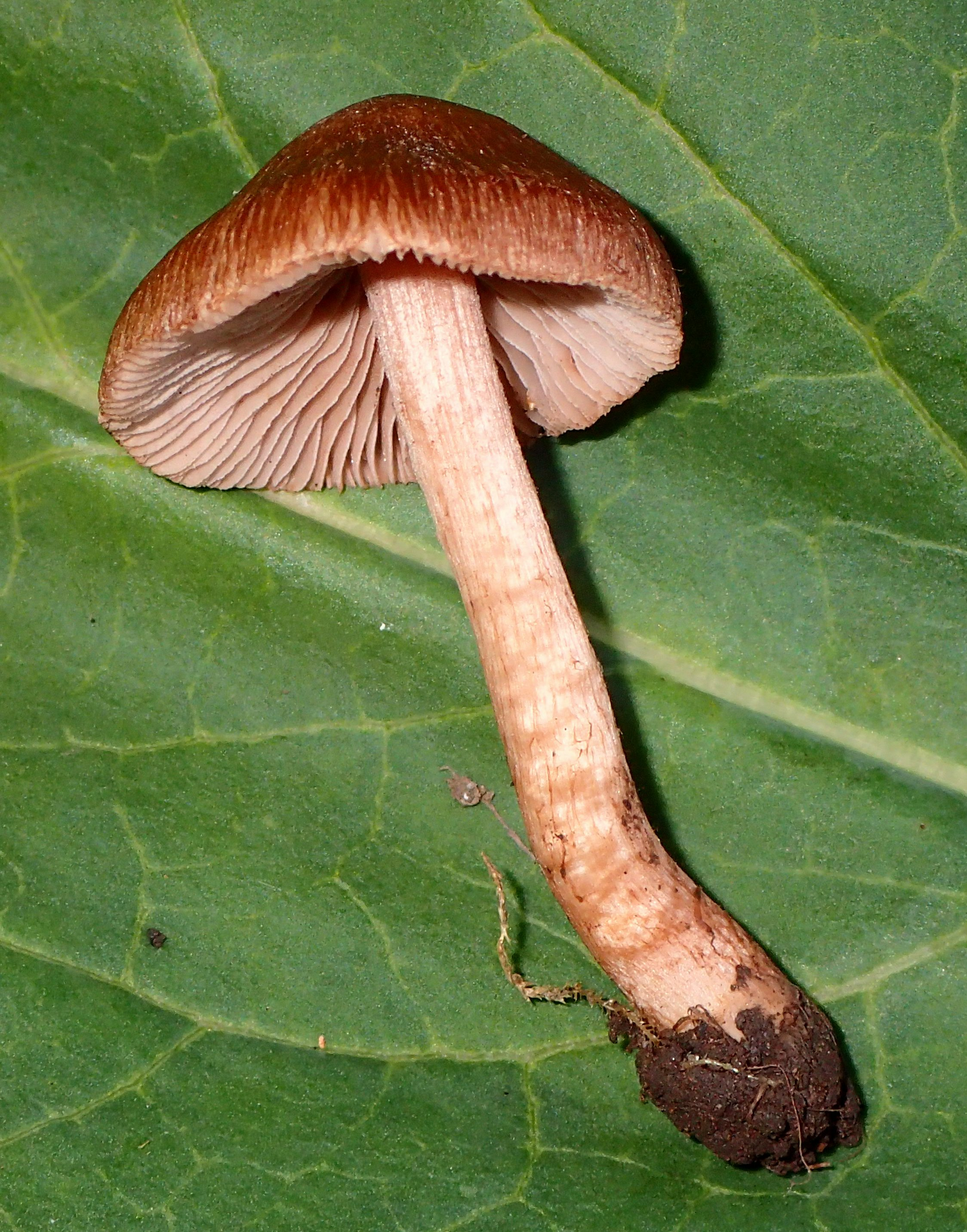
!!!Inocybe cincinnata sin. Inocybe obscura!!!

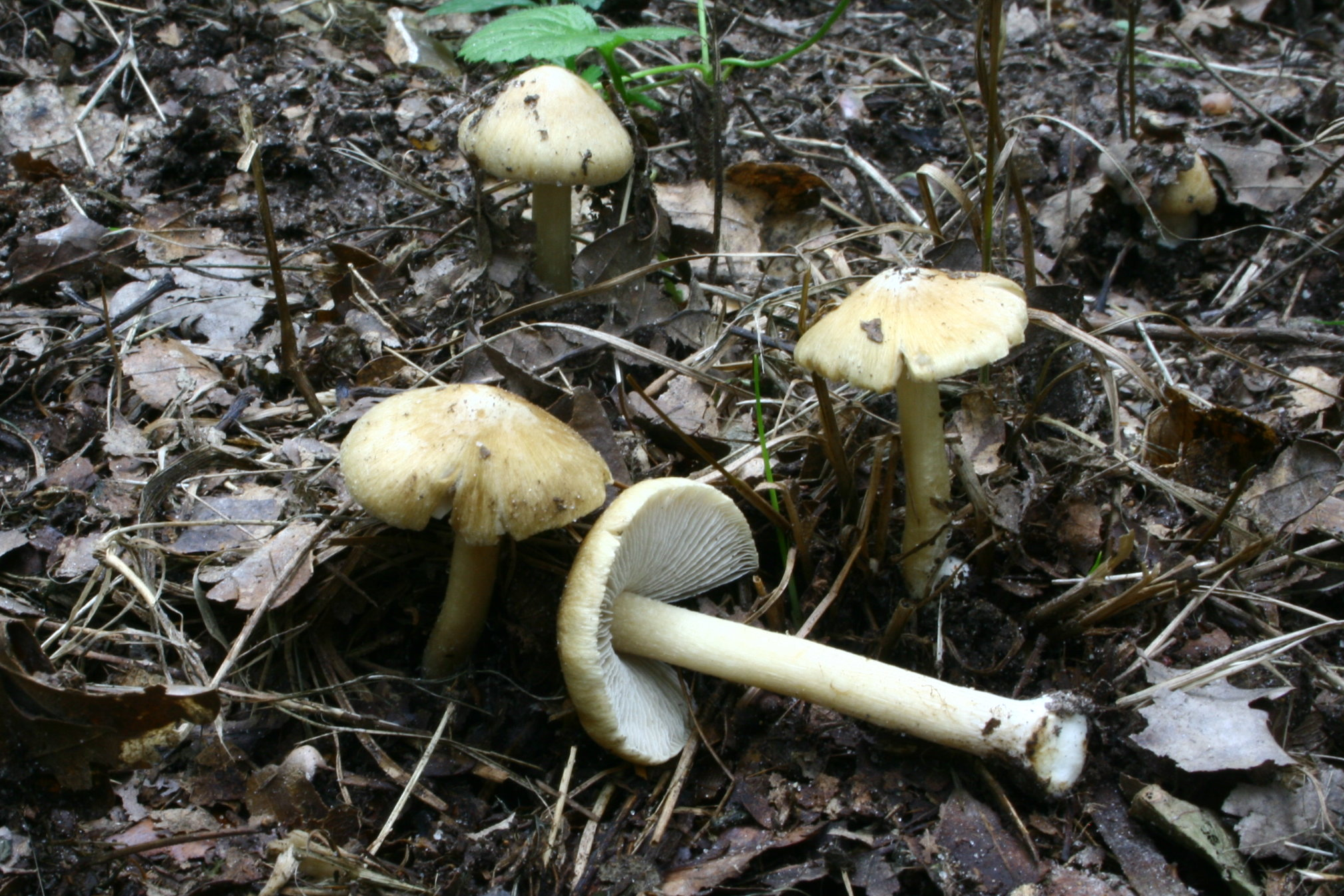
!!Inocybe cookei!!
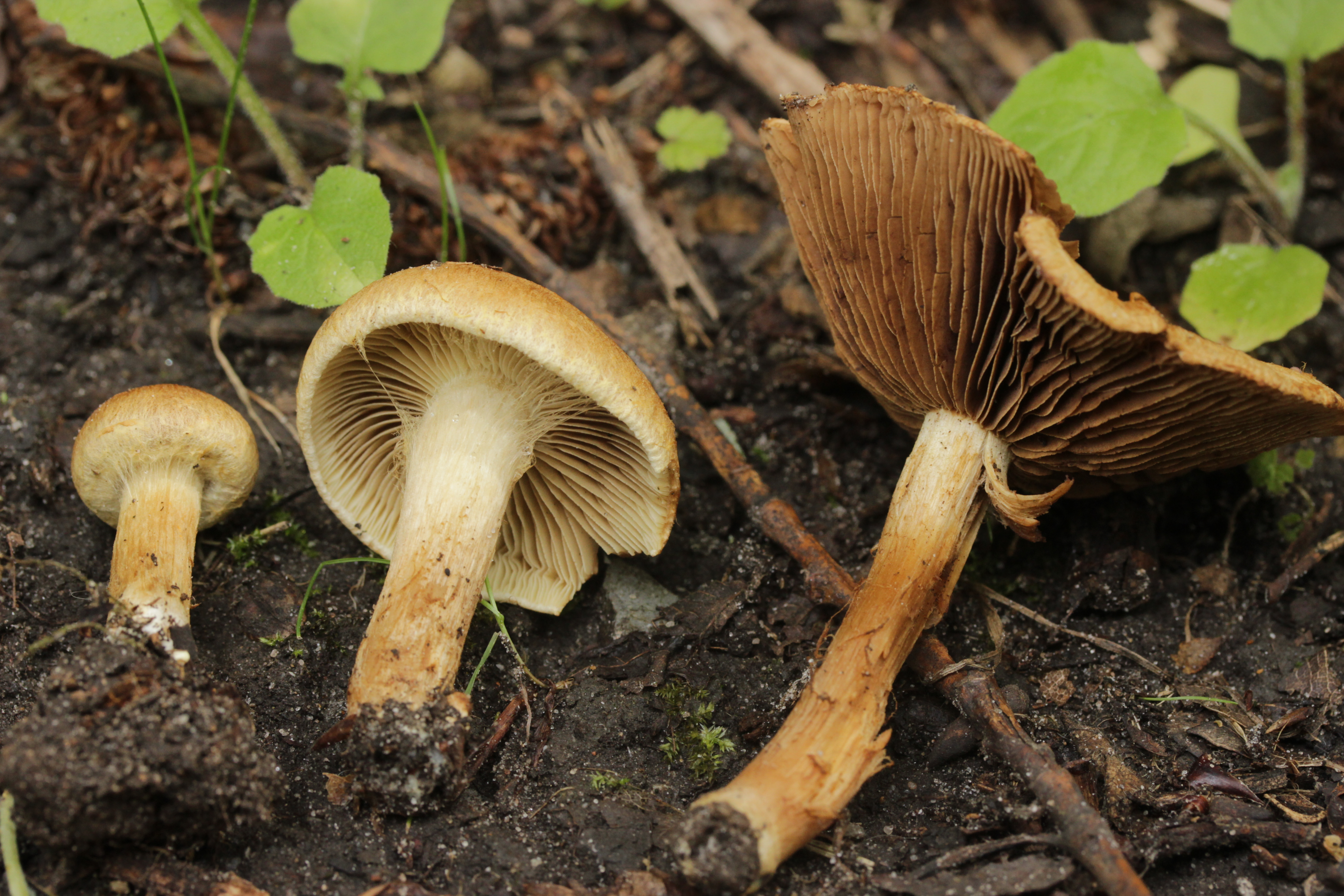
!!Inocybe dulcamara!!
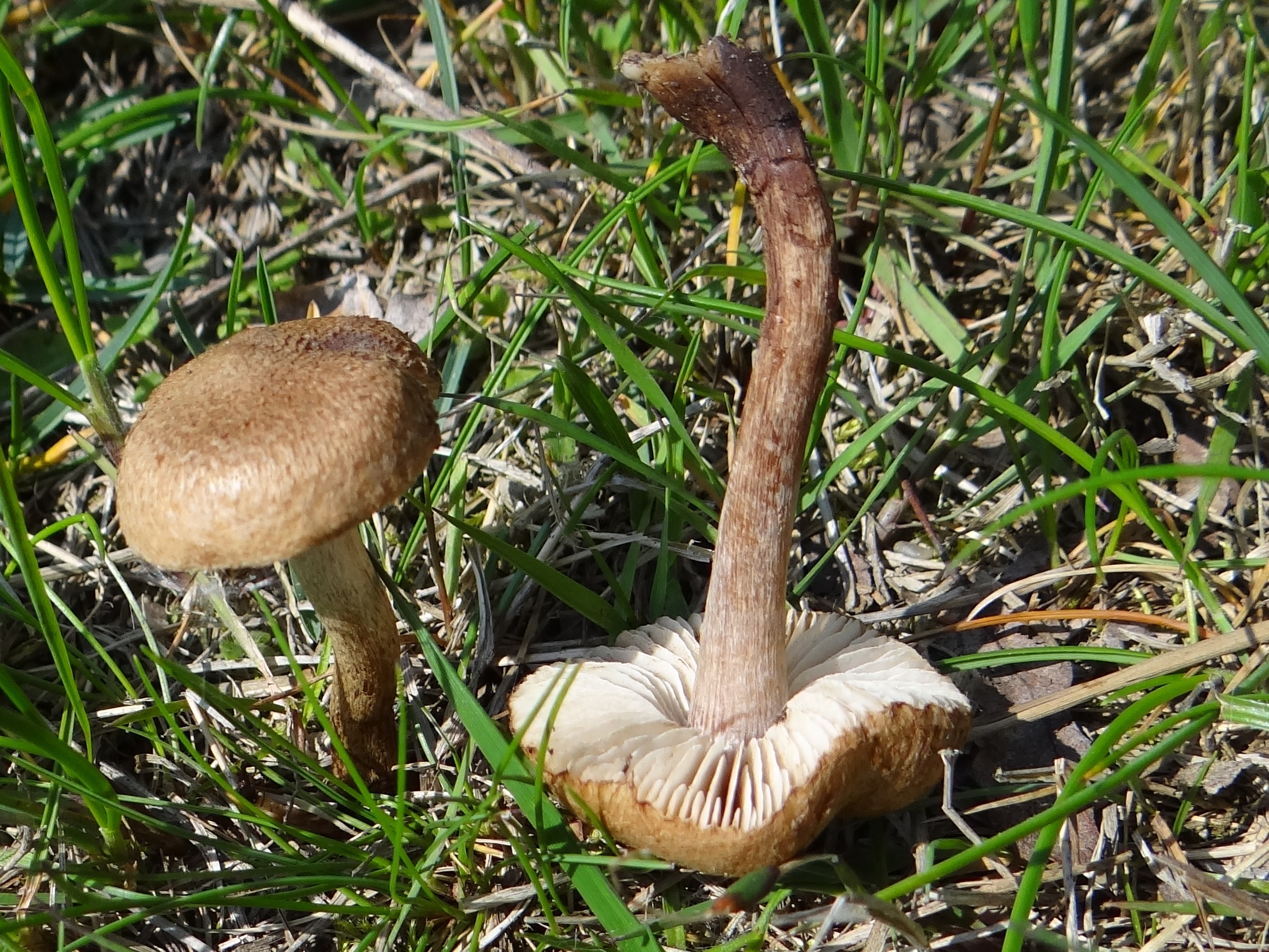
!!!Inocybe lacera!!!
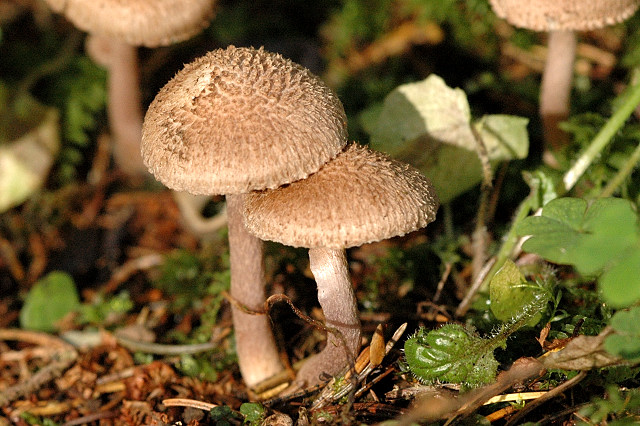
!!!Inocybe lanuginosa!!!

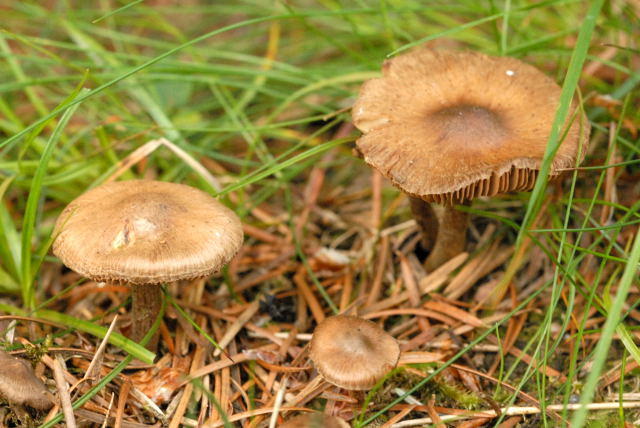
!!!Inocybe nitidiuscula sin. Inocybe friesii!!!
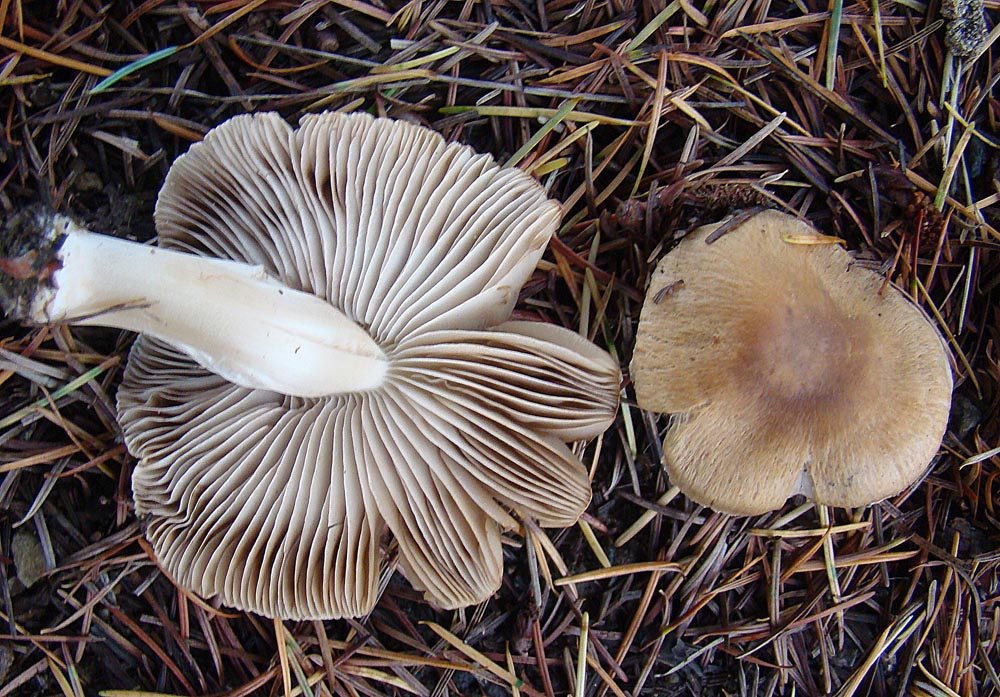
!!!Inocybe rimosa !!!
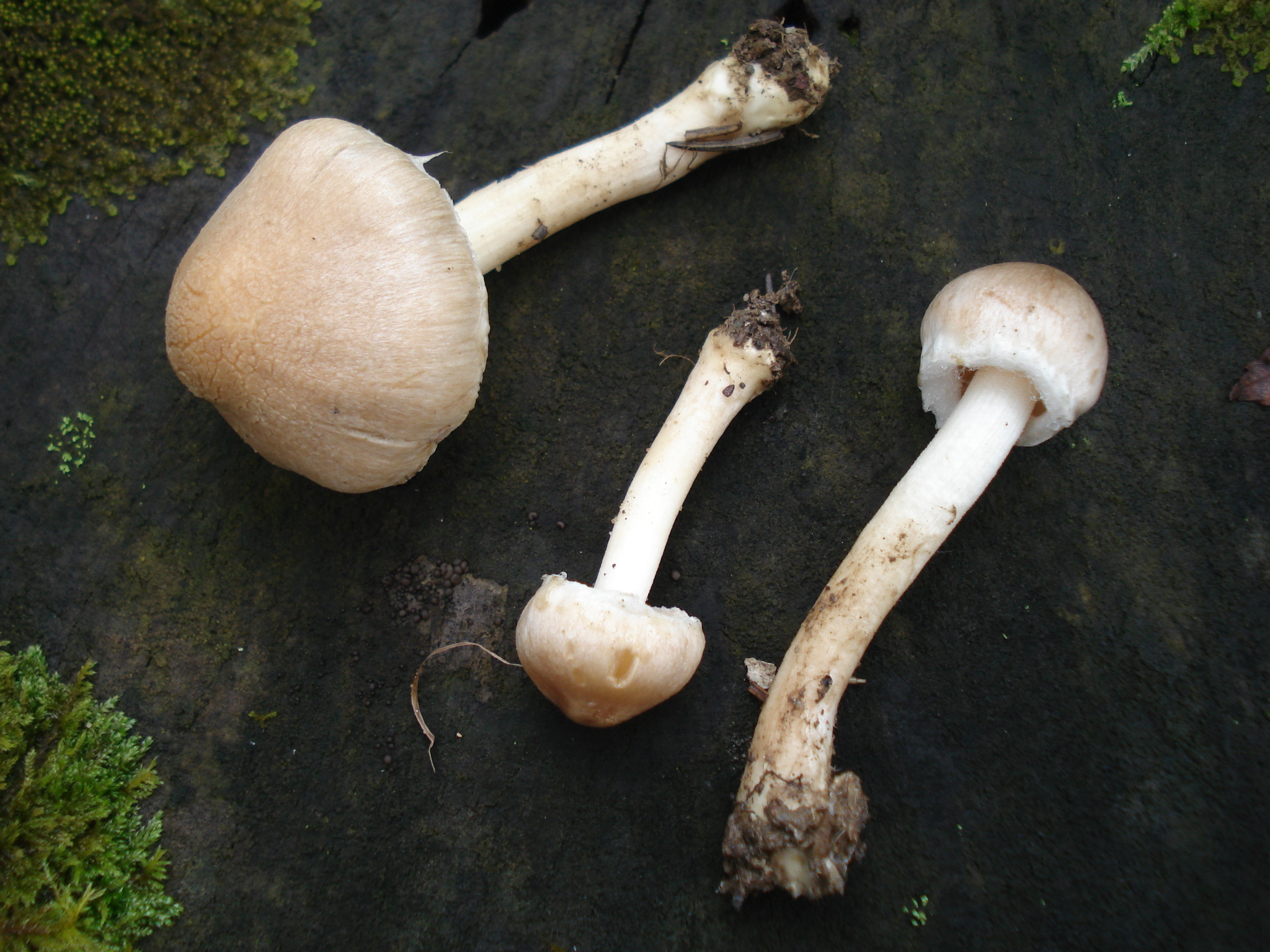
!!!Inocybe sindonia!!!
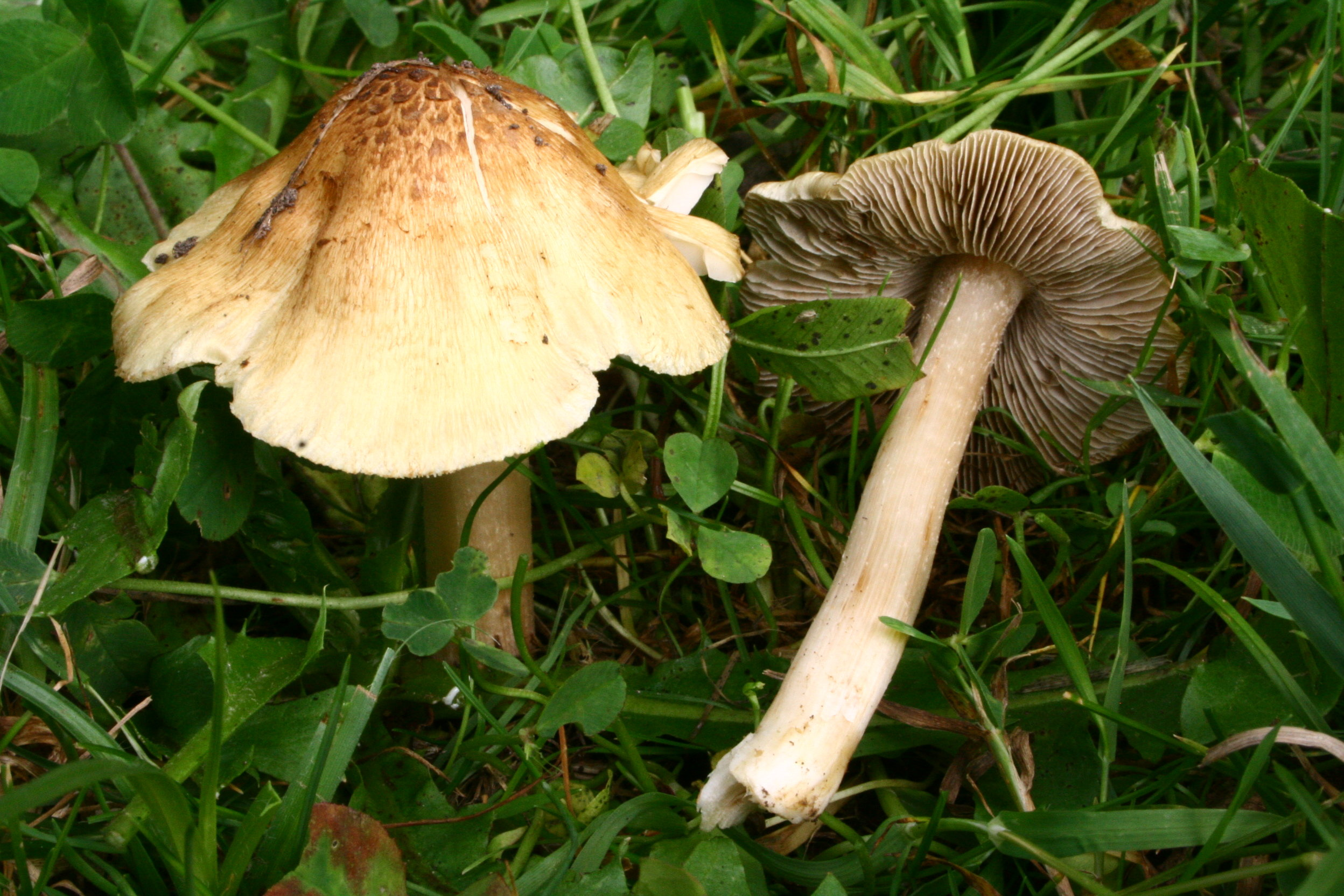
!!Inocybe squamata!!

## Valorificare
Inocybe hirtella conține muscarină în doze relevante, astfel ar putea provoca intoxicații severe, poate chiar și letale. Simptomele unei intoxicații sunt, după un timp de incubație între 15-40 minute după ingerare, transpirații destul de vehemente, friguri, tulburare a vederii, accelerație cardiacă și dispnee. Antidot este sulfatul de atropină.